# Limonium kairouanum
Espèce
Limonium kairouanum est une espèce de plantes à fleurs de la famille des Plumbaginaceae endémique de la Tunisie.